# Franck Perque
Franck Perque (Amiens, 30 november 1974) is een Frans voormalig wielrenner die zijn gehele carrière uitkwam voor Française des Jeux. Hij was zowel op de weg, als op de baan actief.

## Biografie
Franck Perque wist gedurende zijn carrière als beroepswielrenner slechts één overwinning op de weg te behalen, een etappe in de Ronde van Normandië in 1998. Op de baan was hij succesvoller. In 1997 werd hij derde op de Franse kampioenschappen baanwielrennen in de categorie achtervolging. In datzelfde jaar behaalde hij een derde plaats op het wereldkampioenschap bij de ploegenachtervolging, samen met Jérôme Neuville, Philippe Ermenault en Carlos Da Cruz. In 2000 reed hij de Ronde van Italië maar stapte al na de tweede etappe af.
Pas in 2002 wist hij weer succes te halen op de baan, hij werd wereldkampioen op de ploegkoers met Jérôme Neuville. In 2003 werd hij weer derde in de ploegenachtervolging, wederom met Neuville, en Fabien Sanchez en Fabien Merciris. Op de achtervolging werd hij dat jaar ook vice-kampioen.
In 2004 had Perque voor het eerst individueel succes op het wereldkampioenschap, hij werd kampioen op de puntenkoers. In 2006 won hij voor de laatste keer een nationaal kampioenschap, ook op de puntenkoers. In dat jaar deed hij met een gelegenheidsteam, bestaande uit Perque, Franck Charrier, Kévin Lalouette, Guillaume Levarlet, Brice Feillu en Damien Robert mee aan de Ronde de l'Oise. Hij won de eerste etappe en ook de ploegentijdrit ging naar het team. Perque wist eerste te worden in het eindklassement.
Perque deed namens Frankrijk mee aan de Olympische Spelen van 2004 in Athene aan het baanwielrennen, meer speficiek de puntenkoers. Hij werd 10e met 43 punten, op twee ronden achterstand.
Vanwege gebrek aan succes op de weg beëindigde hij zijn carrière in 2002. Hij bleef nog wel actief op de baan.

## Overwinningen
1996
- Parijs-Tours, Beloften

1998
- 5e etappe Ronde van Normandië

2002
- Wereldkampioen ploegkoers, Elite (met Jérôme Neuville)

2004
- Wereldkampioen puntenkoers, Elite

2006
- Frans kampioen puntenkoers, Elite
- 1e etappe Ronde de l'Oise
- 3e etappe Ronde de l'Oise (ploegentijdrit, met Franck Charrier, Kévin Lalouette, Guillaume Levarlet, Brice Feillu en Damien Robert)
- Eindklassement Ronde de l'Oise

2007
- Paris-Ezy

## Resultaten in voornaamste wedstrijden
| Jaar | Ronde van Italië | Ronde van Frankrijk | Ronde van Spanje |
| ---- | ---------------- | ------------------- | ---------------- |
| 1998 |                  |                     |                  |
| 2000 | opgave           |                     |                  |
| 2001 |                  |                     |                  |
| 2002 |                  |                     |                  |

| Jaar | Milaan-San Remo | Gent-Wevelgem | Ronde van Vlaanderen | Parijs-Roubaix |
| ---- | --------------- | ------------- | -------------------- | -------------- |
| 1998 |                 | 88e           |                      |                |
| 2000 | 146e            |               |                      | 64e            |
| 2001 |                 |               | 54e                  |                |
| 2002 |                 | 85e           | 91e                  |                |